# Matthias de Visch

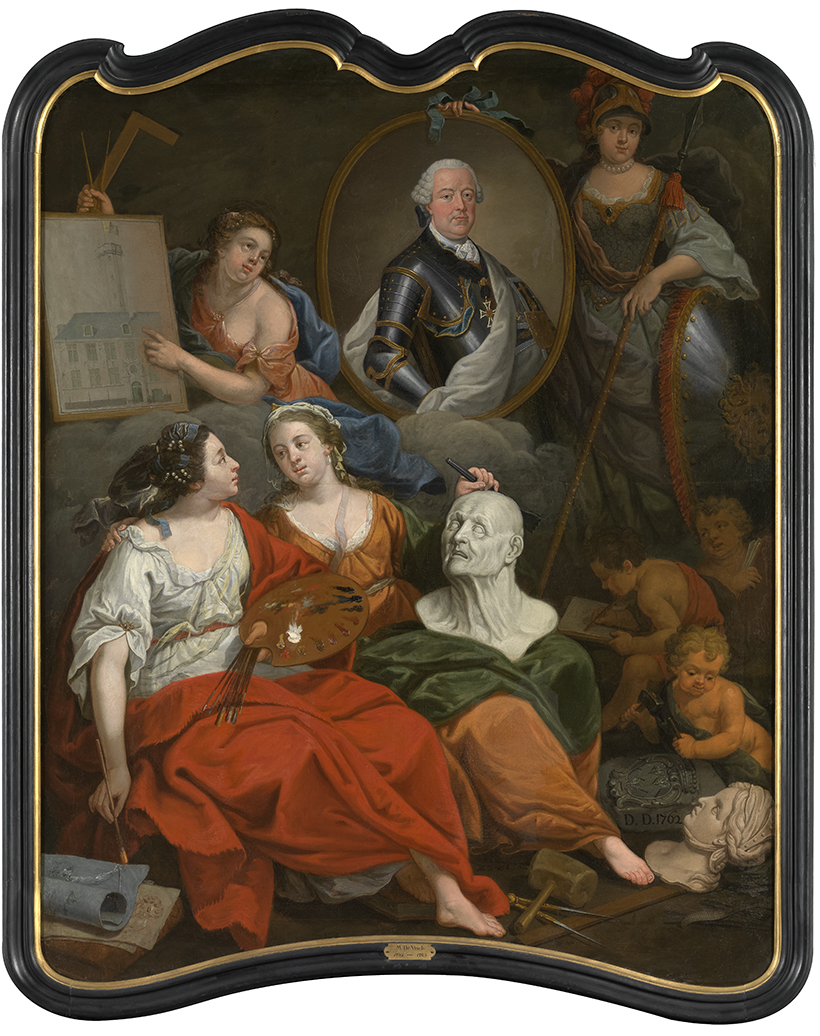
Charles-Alexandre de Lorraine en protecteur des arts, 1762 (Groeningemuseum).

Matthias de Visch est un peintre flamand d'histoire et de portraits, né à Reninge en 1701, mort à Bruges en 1765, également professeur et directeur de l'Académie des beaux-arts de Bruges.

## Biographie
Matthijs ou Matthias De Visch, né à Reninge, paroisse Sainte-Rictrude, le 22 mars 1701, est le fils de Matthijs De Vis ou De Visch et de Catherine van den Bussche qui s'étaient mariés à Reninge le 25 avril 1700 et qui y eurent plusieurs enfants. Le père De Visch, illettré, était à la fois fermier et homme à tout faire au service de la seigneurie de Hofland. Celui-ci est mort à Reninge le 28 novembre 1730 et sa veuve, Catherine Thérèse Van den Bussche, se remaria dans la même paroisse le 19 février 1732, à Joseph Tru. Elle mourut à Reninge le 13 juillet 1734. 
Selon son premier biographe, Pieter Ledoulx, Matthias De Visch est venu très tôt à Bruges pour y suivre des leçons de dessin avec le peintre Joseph Van den Kerckhove (1667-1724). Au sein de la Vrije ende Exempte confrerie van de teeken- en schilderconste (Libre et franche confrérie d'art de la peinture et du dessin) fondée en 1717, il remporte le premier prix de dessin naer figeure (d'après nature) en 1721.
Afin de se perfectionner, il se rend d'abord à Paris, puis en Italie où il séjourne plusieurs années, notamment à Venise, Parme et Plaisance. L'amitié qu'il y noue avec une beauté locale amène Ledoulx à raconter, comme à son habitude, un véritable conte de fées (qui sera repris et amplifié encore par la plupart des biographes après lui) comme si De Visch avait épousé la jeune femme et l'avait laissée là lorsqu'elle refusa de retourner avec lui à Bruges. L'amitié était peut-être là, le mariage certainement pas.
En 1732, Mathias De Visch, de retour à Bruges, s'installe à la Spiegelrei, où il crée une académie privée de cours de dessin et de peinture. Au début de l'année 1737, le 4 janvier, à l'église Saint-Pierre de Lo, il épouse Petronilla Iweins (Oostvleteren 6 juin 1710 - Bruges, 21 juillet 1782), de neuf ans sa cadette, qui vit à Lo-Reninge. Ils eurent huit enfants. Les trois fils qui survécurent à leur père Matthijs furent des peintres (amateurs). Il n'y a pas de descendants de ces enfants. Petronilla fut une femme d'affaires fort active et tint un magasin d'articles textiles à la Kuipersstraat.

## Directeur de l'Académie d'art de Bruges
En 1738, à l'initiative de Matthias De Visch, l'académie des beaux-arts, qui s'était assoupie vers 1728, fut à nouveau organisée dans la Poortersloge. Matthias De Visch en devint le « professeur-principael » ou directeur. Il occupe ce poste jusqu'à sa mort. Durant tout ce temps, il répond aussi à de nombreuses commandes de tableaux, principalement des portraits et des thèmes à sujets religieux.
Dans la nuit du 28 au 29 janvier 1755, un violent incendie ravage la Poortersloge. Le bâtiment n'est pas trop endommagé, mais toutes les œuvres d'art présentes, y compris la collection de dessins et d'estampes de Matthias De Visch, sont la proie des flammes. La même année, le bâtiment a été réparé et l'académie a pu rouvrir ses portes. Matthias De Visch fut cependant fort affecté par la perte d'un grande partie de son oeuvre.  
De nombreux élèves de De Visch se sont fait un nom, petit ou grand, dans le monde de l'art. Citons notamment : Antoon Suweyns, Dominiek Plasschaert, Willem Duhamel, Jacques De Rycke, Paul de Cock, Paul-Louis Cyfflé, Bernard Verschoot, Jozef Beke, Pieter Pepers, Pieter Ledoulx, Hubert de Cock, Norbert Heylbrouck jr, Jacob Dubois, Andries De Muynck, Jean-François Legillon, Eustachius Malfait jr, Jozef Malfait, Jan Billoo, Karel Van Poucke, Joseph Fernande, Joseph-Benoît Suvée, Willem Dumery sr.
Mathias De Visch est mort à Bruges le 23 avril 1765 et fut inhumé à l'église Saint-Jacques de cette ville le 25 du même mois. Son état de biens fut déposé l'année suivante. Sa veuve, Petronella Iweins, mourut à Bruges, paroisse Saint-Jacques, le 21 juillet 1782.   
Jan Garemijn succède à Mathias De Visch au poste de directeur de l'Académie des Beaux-Arts de Bruges.

## Œuvres
- Bruges, Groeningemuseum, Portrait de Charles-Alexandre de Lorraine en protecteur des arts, 1762
- Agar et Ismaël réconfortés par un ange (1732) - Église Saint-Jacques de Bruges, Bruges
- Portrait de Charles Legillon (1733) - Ancien hôpital Saint-Jean, chambre des tutelles
- Adoration des bergers (1734) - Eglise Saint-Jacques, Bruges
- Le chapitre de l'abbaye de Lo (1734) - Eglise Saint-Pierre de Lo, Lo
- Jésus et la Samaritaine (1736) - Eglise Saint-Martin d'Ypres, Ypres
- Frédéric Antoon de Villegas (1740) - Musée Notre-Dame de la Poterie, chambre des tutelles, Bruges
- Portrait de François Cassina, abbé d'Ename (1740) - Musée archéologique provincial d'Ename, Audenarde-Ename
- Portrait d'un homme (1740) - collection privée, Roulers
- Portrait de François-Cornil Bart (1740) - Musée des Beaux-Arts, Dunkerque
- Autoportrait (1740 ?) - Musée communal, Bruges
- Portrait de Willem Suweyns (1740) - Musées de la ville, Bruges
- Portrait de l'évêque Hendrik Jozef van Susteren (1740) - Musées communaux, Bruges
- Saint Joseph avec l'enfant Jésus (1742) - Monastère des Carmes déchaux, Bruges
- Portrait de Jan-Frans de Grass (1743) - Musée Notre-Dame de la Poterie, chambre des tutelles
- Portrait de Frans De Vooght (1744) - Ancien hôpital Saint-Jean, chambre des tutelles
- Portrait de Jacques-Rodolphe van Zuylen de Nyevelt (1744) - Ancien hôpital Saint-Jean, chambre des tutelles
- L'offrande de Melchisédek (1746) - Église des Carmes déchaux, Bruges
- La prison de Bruges (1746) - Musées communaux, Bruges
- L'Offertoire d'Elie (1747) - Eglise des Carmes déchaux de Bruges
- Le couronnement de Sœur Isabelle-Victoria Benezet à Saint-Anne-au-Désert (1748) - Collection CPAS Bruges
- Le couronnement de Sœur Isabelle-Victoria Benezet à Saint-Anne-au-Désert (1748) - Collection d'art Université Catholique, Louvain
- L'Adoration des Mages (1749) - Monastère des Carmes déchaux, Bruges
- Portrait de l'évêque Hendrik van Susteren (1749) - Musées municipaux, Bruges
- Portrait de l'impératrice Marie-Thérèse d'Autriche (1717-1780) (1749) - Hôtel de ville de Bruges.
- Portrait de l'impératrice Marie-Thérèse (1749) - Musées de la ville, Bruges
- Portrait de Jacob-Ferdinand d'Acquillo (1749) - Ancien hôpital Saint-Jean, chambre des tutelles
- Portrait de Jan-Baptist Verhaghen (1751) - Guilde Saint-Sébastien (Bruges), Bruges
- Portrait de Jacob Dullaert (1751) - CPAS de Damme, chambre des tutelles
- Portrait de Jacob Soetaert (1751) - CPAS de Damme, chambre des tutelles
- Piéta avec le pasteur donateur Jan-Frans Van Eecke (1752) - Église de Lampernisse
- Portrait de Pieter Anchemant (1752) - Ancien hôpital Saint-Jean, chambre des tutelles
- Portrait de Pieter-Jan Moentack (1752) - collection privée à Bruges
- Portrait d'Anna Vlaminck, épouse Moentack (1752) - collection privée à Bruges
- Portrait de l'impératrice Marie-Thérèse (1752) - Musée du Franc de Bruges, Bruges
- Portrait de Thérèse Legrand (1754) - Monastère de la Poterie, Bruges
- Le loto de la Guilde des Archers de Saint Sébastien (1754) - Guilde de Saint Sébastien, Bruges
- L'Immaculée Conception (1755) - Ancien hôpital Saint-Jean, couvent
- Guérison de la belle-mère de Pierre (1755) - Ancien hôpital Saint-Jean, monastère
- Repas à Emmaüs (1755) - Ancien hôpital Saint-Jean, monastère
- Saint Jean l'Evangéliste écrit l'Apocalypse (1755) - Ancien hôpital Saint-Jean, monastère
- Notre Dame donne le Rosaire à Saint Dominique Guzman (1755) - Église Saint Rictrudis à Reninge.
- Notre-Dame, Jésus et Sainte Jeanne (1756) - Église des Carmes déchaux de Bruges
- Portrait d'Ignace François d'Hooghe de la Gaugerie (1756) - Musée Merghelynck, Ypres
- Portrait de Thérèse Anchemant (1756) - Musée Merghelynck, Ypres
- Portrait de Jan-Baptist Coppieters (1758) - Musée Notre-Dame de la Poterie, chambre des tutelles, Bruges
- Allégorie de l'orfèvrerie (1758) - Musée communal, Bruges
- Portrait de Charles de Lorraine (1712-1780) (1758) - Château de Belœil